# Saccolaimus saccolaimus
Saccolaimus saccolaimus is een vleermuis uit het geslacht Saccolaimus die voorkomt van India en Sri Lanka tot de Filipijnen, Nieuw-Guinea, de Salomonseilanden en Australië. De verspreiding is in veel gevallen onderbroken: in de Filipijnen komt de soort voor zover bekend alleen op Catanduanes, Mindanao, Negros en Palawan voor, op Nieuw-Guinea is de soort slechts eenmaal gevonden, in de Molukken is de soort alleen van Ternate, Halmahera en de Talaud-eilanden bekend, en ten oosten van Nieuw-Guinea alleen van Nieuw-Brittannië, Bougainville en Guadalcanal. In Australië zijn er twee gescheiden populaties in Noordoost-Queensland en het noorden van het Noordelijk Territorium. Deze soort omvat vijf ondersoorten: S. s. affinis Dobson, 1875 (verspreiding niet gepubliceerd, maar typelocatie op Borneo), S. s. crassus Blyth, 1844 (India), S. s. nudicluniatus De Vis, 1905 (Australië en Nieuw-Guinea), S. s. saccolaimus (Temminck, 1838) (India tot Guadalcanal) en S. s. pluto Miller, 1910 (Filipijnen).
De bovenkant van het lichaam is roodbruin met wat witte vlekken, de onderkant grijsbruin. Het gezicht en de oren zijn lichtbruin, de vleugels olijfbruin. Een deel van de onderrug is onbehaard. De vorm in het Australische Noordelijk Territorium is groter en donkerder en heeft minder witte vlekken dan de vorm uit Queensland. In Queensland bedraagt de voorarmlengte 72 tot 77 mm, de kop-romplengte 81 tot 96 mm, de oorlengte 16 tot 18 mm en het gewicht 49 tot 55 gram, maar in het Noordelijk Territorium bedraagt de voorarmlengte 77 tot 80 mm, de kop-romplengte 88 tot 96 mm, de oorlengte 22 mm en het gewicht 61 gram. Drie exemplaren uit Guadalcanal hadden een voorarmlengte van 67,0 tot 67,4 mm.
Deze soort roest in boomholtes en vliegt boven de vegetatie; het is een snelle vlieger. Op een harde ondergrond is het een beweeglijk dier, dat zich op zijn vier poten snel kan bewegen.